# 卢肇
盧肇（818年—882年），字子發，宜春縣文標鄉（今江西新余市分宜縣楊橋鄉觀光村）人。
生於唐元和十三年（818年）二月初三日，自幼好学，颖拔不群，宜春縣令盧萼稱讚他“异日当有闻”。會昌三年（843年）進士第一名，是江西第一位狀元，考官為王起，同榜的還有李宣古、姚鵠。初為鄂岳观察使盧商從事、著作郎。咸通七年（866年）罢欽州刺史，改授歙州刺史。时进《海潮赋》奇文，武宗李瀍敕批:“卢肇……穷测海潮，出于独见。……足成一家之言，以袪千载之惑，其赋宜宣付史馆。”晚年遷為吉州（治今江西吉安市）刺史，一度罷官回宜春，再以原職起用。中和二年（882年），卒於任上。寫有《海潮賦》、《文標集》。
南唐大将卢绛自称其后人。